# Gor Minasyan
Gor Minasyan, en arménien : Գոռ Մինասյան, né le 24 octobre 1994, est un haltérophile arménien, concourant depuis 2022 pour Bahreïn. Il obtient la médaille d'argent en haltérophilie hommes +105 kg aux Jeux olympiques d'été de 2016.

## Palmarès

### Jeux olympiques
- Haltérophilie aux Jeux olympiques d'été de 2016 à Rio de Janeiro
  -  Médaille d'argent en plus de 105 kg.

### Jeux olympiques de la jeunesse
- Haltérophilie aux Jeux olympiques de la jeunesse d'été de 2010  à Singapour
  -  Médaille d'argent en plus de 85 kg.

### Championnats du monde d'haltérophilie
- Championnats du monde d'haltérophilie 2022 à Bogota
  -  Médaille d'argent au total en plus de 109 kg.
  -  Médaille d'argent à l'épaulé-jeté en plus de 109 kg.
  -  Médaille de bronze à l'arraché en plus de 109 kg.
- Championnats du monde d'haltérophilie 2021 à Tachkent
  -  Médaille de bronze au total en plus de 109 kg.
  -  Médaille de bronze à l'épaulé-jeté en plus de 109 kg.
- Championnats du monde d'haltérophilie 2019 à Pattaya
  -  Médaille d'argent au total en plus de 109 kg.
  -  Médaille d'argent à l'arraché en plus de 109 kg.
  -  Médaille d'argent à l'épaulé-jeté en plus de 109 kg.
- Championnats du monde d'haltérophilie 2018 à Achgabat
  -  Médaille d'argent au total en plus de 109 kg.
  -  Médaille d'argent à l'arraché en plus de 109 kg.
  -  Médaille d'argent à l'épaulé-jeté en plus de 109 kg.
- Championnats du monde d'haltérophilie 2015 à Houston
  -  Médaille de bronze au total en plus de 105 kg.
  -  Médaille d'argent à l'arraché en plus de 105 kg.

### Championnats d'Europe d'haltérophilie
- Championnats d'Europe d'haltérophilie 2021 à Moscou
  -  Médaille d'argent au total en plus de 109 kg.
  -  Médaille d'argent à l'arraché en plus de 109 kg.
  -  Médaille d'argent à l'épaulé-jeté en plus de 109 kg.
- Championnats d'Europe d'haltérophilie 2019 à Batoumi
  -  Médaille de bronze à l'arraché en plus de 109 kg.
- Championnats d'Europe d'haltérophilie 2017 à Split
  -  Médaille d'argent au total en plus de 105 kg.
  -  Médaille d'argent à l'arraché en plus de 105 kg.
- Championnats d'Europe d'haltérophilie 2016 à Førde
  -  Médaille d'argent au total en plus de 105 kg.
  -  Médaille d'argent à l'arraché en plus de 105 kg.

### Universiade
- Universiade d'été de 2017 à Taipei
  -  Médaille d'or en plus de 105 kg.